# 104e bataillon de chasseurs alpins
Le 104e bataillon de chasseurs alpins (104e BCA) est une unité d'infanterie de l'Armée de terre française. Créé en 1939 au début de la Seconde Guerre mondiale comme bataillon de chasseurs alpins, il est dissous en 1940.

## Création et différentes dénominations
- septembre 1939 : formation du 104e bataillon de chasseurs alpins
- juillet 1940 : dissolution

## Historique des opérations

### 1939
Lors de la mobilisation de septembre 1939, le bataillon est mis sur pied à Jonquières (près d'Orange), comme unité de réserve de série B (réservistes les plus âgés). Il fait partie de la 46e demi-brigade de chasseurs alpins de la 65e division d'infanterie. Avec sa division, il rejoint en novembre la zone au nord de Nice.

### 1940
En mai-juin 1940, la 46e demi-brigade dont fait partie le 104e BCA assure la défense du massif de l'Authion. La section d'éclaireurs-skieurs du bataillon, commandée par le lieutenant Nicolas, stationne à la Giandola et Zouayné (commune de Breil-sur-Roya).
La division et ses unités sont dissoutes mi-juillet, invaincues.

## Traditions

### Insigne
L'insigne du bataillon est réalisé en 1939 par la maison Drago. Il présente le cor des chasseurs chargé d'un mouflon sur un rocher, le rocher portant une étoile bleue avec le numéro 104.

### Drapeau
Comme tous les autres bataillons et groupes de chasseurs, le 104e bataillon ne dispose pas d'un drapeau propre mais du drapeau des chasseurs.